# Hügel-Cumorah-Festspiele
Die Hügel-Cumorah-Festspiele (englisch Hill Cumorah Pageant) waren eine jährliche Produktion der Kirche Jesu Christi der Heiligen der Letzten Tage, die am Fuß des Hügels Cumorah, in Palmyra im Bundesstaat New York stattfand. Sie zeigen, wie Joseph Smith die Goldplatten bekam, die er ins Englische übersetzte als das Buch Mormon und die Ereignisse, die in diesem Buch beschrieben werden. Die Festspiele bestehen aus siebenhundert Darstellern, dreizehnhundert Kostümen und einer zehnstufigen Bühne. Sie laufen sieben Nächte lang im späten Juli und ziehen jährlich ungefähr 35000 Zuschauer an. Spenden werden nicht akzeptiert und es werden keine Eintrittskarten verlangt, obwohl die Sitzplätze begrenzt sind.
Die HLT-Kirche plante, die Festspiele im Jahr 2020 einzustellen. Wegen des Ausbruchs der COVID-19-Pandemie, die 2020 auch die Vereinigten Staaten erreichte, fand die letzte Aufführung der Festspiele 2019 statt.

## Geschichte
Die Festspiele gehen auf die frühen 1920er Jahre und die „Cumorah-Konferenz“ der östlichen Staatenmission zurück, die jedes Jahr im späten Juli stattfand. Der Missionspräsident B. H. Roberts nahm einige seiner Missionare aus New York City, mit nach Palmyra. Sie waren auf dem kürzlich erworbenen Familienbauernhof der Smith-Familie und feierten den Pioneer Day, indem sie Szenen aus dem Buch Mormon und aus der Geschichte der Kirche nachspielten. In den nächsten Jahrzehnten wurde die Konferenz immer größer und länger dauernd. Der Englischprofessor H. Wayne Driggs von der New York University schrieb das Drehbuch  America's Witness for Christ, für die erste offizielle Aufführung der Festspiele. Die Premiere war am 23. Juli 1937.
Die Festspiele wurden in den nächsten Jahrzehnten technisch immer professioneller. Der Erfinder der Stereofonie, Harvey Fletcher, entwarf und installierte ein modernes Tonsystem und Crawford Gates komponierte zusammen mit dem Mormon Tabernacle Choir und dem Utah Symphony Orchestra eine originale Musik für die Festspiele im Jahre 1957. Im Jahre 1973 wurden die Festspiele von dem Präsidenten der Kirche, Harold B. Lee, besucht. Dieser Entschied, das keine Missionare mehr als Darsteller hergenommen werden sollen. Seitdem besteht die Besetzung komplett aus gewöhnlichen Kirchenmitgliedern. Im Jahr 1988 wurde Orson Scott Card beauftragt, ein neues Drehbuch zu schreiben. Seine Aufgabe bestand darin, das Drehbuch „zugänglich für ein modernes Publikum zu machen, besonders für nicht die heiligen Schriften lesende, nicht-mormonische Heranwachsende.“ Er schaffte dies, indem er die neue Version vierzig Minuten kürzer machte.
Im Jahr 1991 wurden lokale Cateringunternehmen eingeladen, die Zuschauer mit Essen zu versorgen. Viele willigten ein und es wurde ihr Hauptauftrag. Im Jahre 1997 verließ Donny Osmond seine Hauptrolle in Joseph and the Amazing Technicolor Dreamcoat (Musical), um mit seiner Familie bei den Festspielen mitzuwirken. Osmond spielte die Rolle des Propheten Samuel der Lamanit.
Brent Hanson, ein Angestellter der Dixie State University, diente seit dem Jahr 2005 als künstlerischer Direktor der Festspiele. Während seines Laufs im Jahre 2012, feierten die Festspiele ihr 75-jähriges Jubiläum mit Festen und Wiedervereinigungen.
Die New York Times bezeichnete die Festspiele als Spektakel, in Abgrenzung von der heiteren Ironie des Musicals Book of Mormon, das aus der Außenperspektive geschrieben wurde.

## Szenen

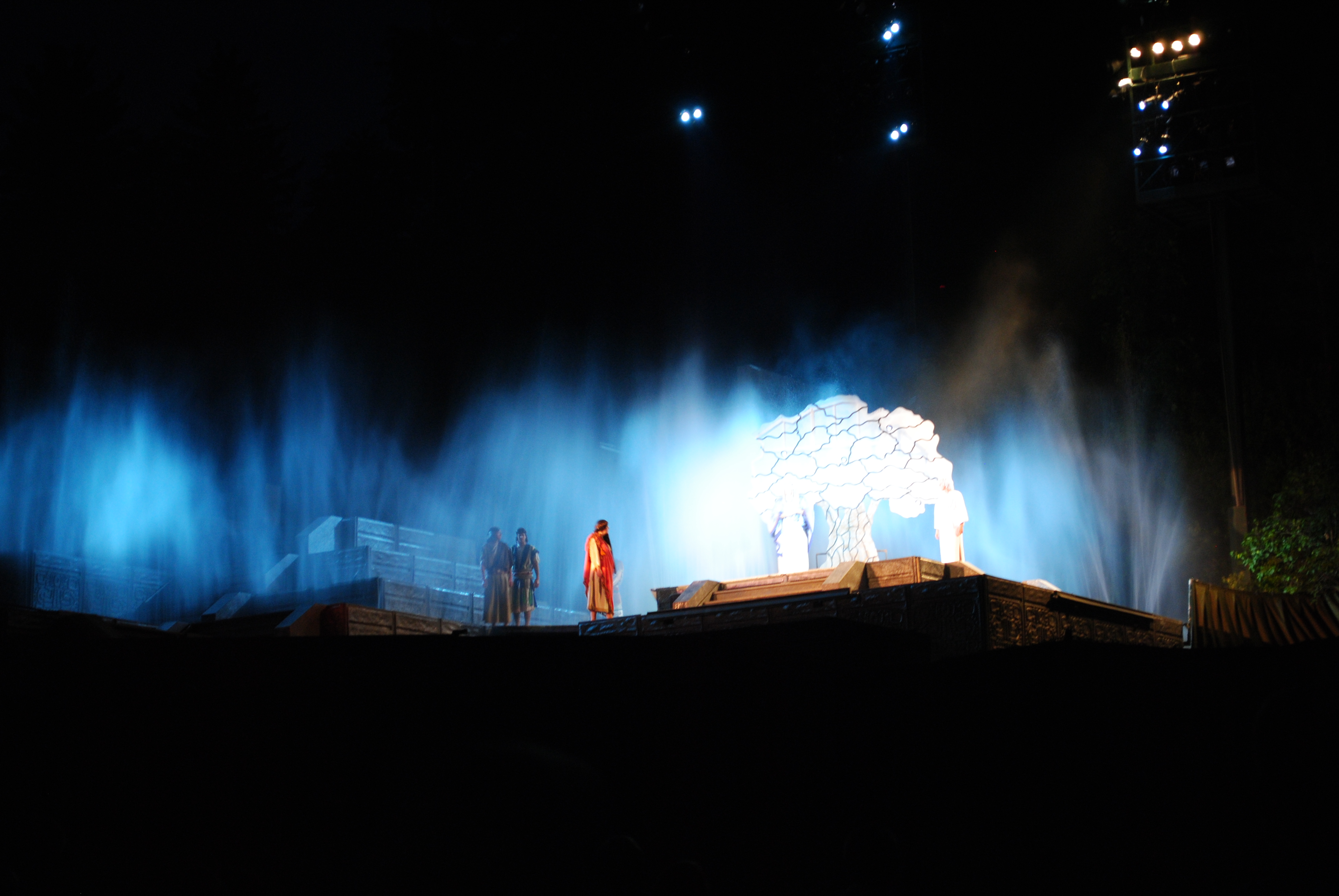
Diese Szene der Festspiele zeigt die Vision vom Baum des Lebens

Das Festspiel dauerte siebzig Minuten und stellte die Gesamtgeschichte des Buch Mormon dar. Mormonen glauben, das Joseph Smith die Goldplatten für dieses Buch von dem Engel Moroni genau auf diesem Hügel bekommen habe. Die Festspiele zeigen auch Smiths Treffen mit dem Engel.
Das Drehbuch für die Szenen ist von der King-James-Bibel und dem Buch Mormon entnommen. Es enthält zehn kurze Szenen:
1. Der Prophet Lehi
2. Die Visionen von Christus
3. Das Bauen eines Schiffes
4. Die Reise ins antike Amerika
5. Die Verbrennung von Abinadi
6. Das Wirken von Alma
7. Die Prophezeiung: Ein Tag, eine Nacht und ein Tag
8. Der auferstandene Christus erscheint den antiken Amerikanern
9. Das geschriebene Wort: Eine goldene Botschaft
10. Die Wiederherstellung von Christi Königreich

## Darsteller, Bühnen und Spezialeffekte

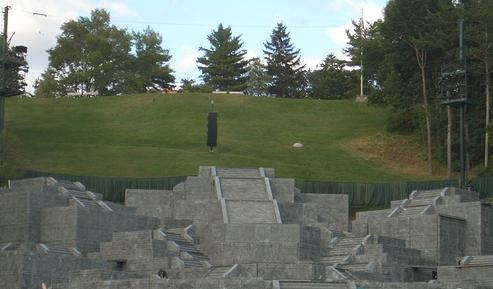
Bühne der Festspiele auf dem Hügel Cumorah

Die Darsteller der Festspiele waren ungefähr siebenhundert Personen. Angehende Darsteller, von denen viele von außerhalb New Yorks kommen, mussten sich online zwischen dem davorliegenden August und November bewerben. Da der Soundtrack der Festspiele von professionellen Schauspielern und dem Mormon Tabernacle Choir vorher aufgenommen wurde, mussten sich die Darsteller nur Bewegungen und Stichworte merken. Die Erstaufführung war nach nur einer intensiven Probewoche und es gab sieben Aufführungen in einer Session.
Über 1300 Kostüme wurden benutzt für die Festspiele, die auf zehn Bühnen spielten. Die Spezialeffekte beinhalteten Erdbeben, Überschwemmungen und Feuerbälle. Es gibt 8000 Stühle für Besucher, am Fuß der Bühne, am Hügel. Besucher konnten auch ihre eigenen Stühle und Schirme mitbringen. Es gab 3000 Autoparkplätze. Es kamen jährlich ungefähr 35000 Besucher.